# Zara-Thustra
Zara-Thustra war eine deutsche Neo-Klassik-Band der 1980er Jahre.
Größere Aufmerksamkeit gewann Zara-Thustra 1982 mit dem Album Eiskalt, das auf dem Höhepunkt der Neuen Deutschen Welle zwar auch deutsche Texte aufwies, stilistisch aber deutlich von dieser abwich.

## Bandgeschichte
Gegründet wurde Zara-Thustra 1982 von den vier Weindorf-Brüdern, Hermann (Tasteninstrumente, Gesang), Berthold (Saxophon, Klarinette), Clemens (Horn, Tasteninstrumente, Gesang) und Alfons (Schlagzeug, Percussion, Gesang), zusammen mit zwei Mitgliedern der Münchner Philharmoniker, Walter Schwarz (Schlagzeug, Percussion, Gesang) und Maximilian Spenger (Tasteninstrumente, Gesang).
Die vier Weindorf-Brüder stammen aus einer sehr musikalischen Familie aus Isny im Allgäu. Ihr Vater war Klarinettist in einer Blaskapelle, zusammen mit ihrer Mutter sangen sie bereits früh Mundartlieder. Begleitet wurden sie dabei ursprünglich vom Dirigenten der Blaskapelle, später dann von Hermann, der beim Dirigenten Akkordeon-Unterricht genommen hatte. Diese Lieder kamen oft bei traditionellen Heimatabenden zur Aufführung, die aus Trachtentanz, meist von Akkordeon, Blasmusik, Heimat-Theaterstücken und Mundartliedern begleitet, bestanden.
Während ihrer Schulzeit wirkten die Brüder in der Isnyer Stadtkapelle bei Umzügen und Festzeltauftritten mit, Hermann Weindorf gründete bereits mit 11 Jahren eine eigene Oberkrainer-Band. Gegen Ende der Schulzeit formierten Berthold und Hermann dann eine Rockband namens Because.
Nach ihrem Abitur studierten alle Brüder zeitversetzt am Richard-Strauss-Konservatorium München: Hermann Weindorf Klavier, Klarinette, Kontrabass; Berthold Weindorf Klarinette und Violine; Clemens Weindorf Klavier und Horn und Alfons Weindorf Klavier und Schlagzeug. Nach bzw. schon während ihres Studiums stiegen sie in das professionelle Musikbusiness ein. Auch die beiden übrigen Mitglieder von Zara-Thustra studierten an diesem Konservatorium: Walter Schwarz Klavier, Schlagzeug und Pauke sowie Maximilian Spenger Klavier und Viola.

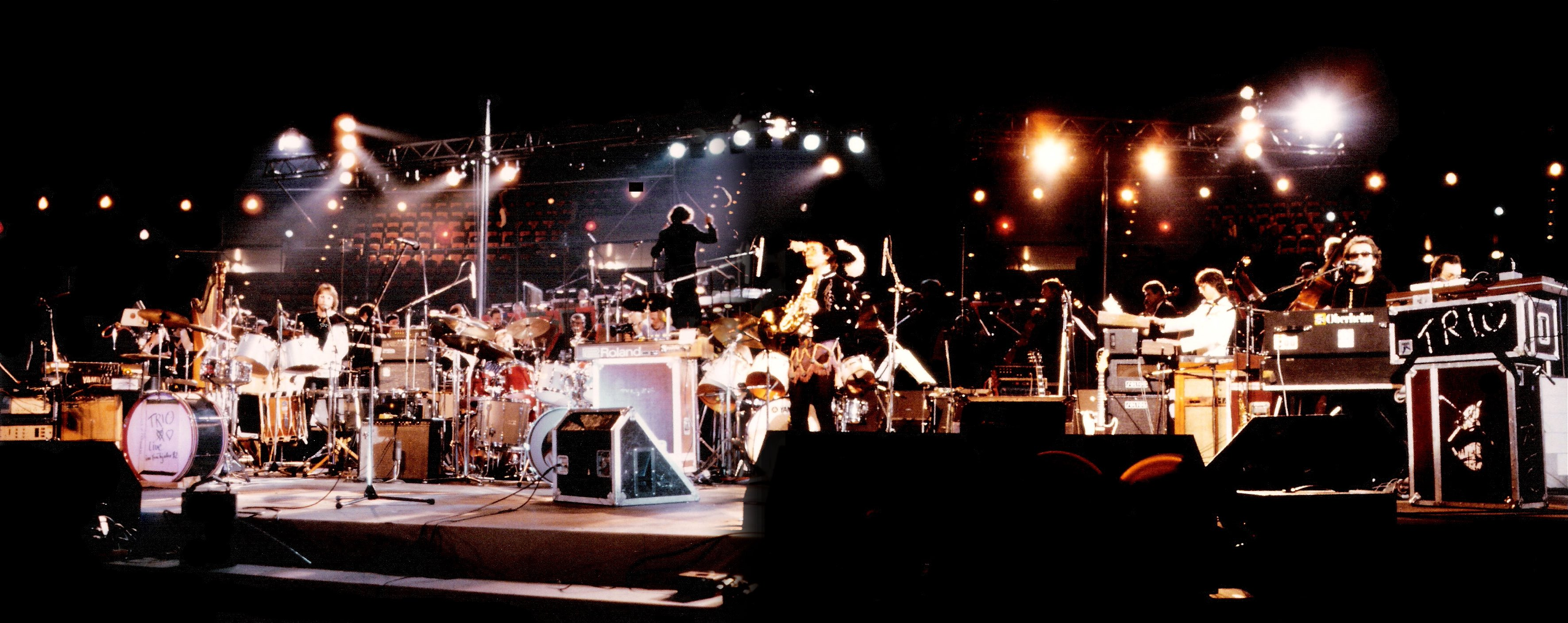
TV-Live-Auftritt von Zara-Thustra bei Eberhard Schöners Klassik-Rock-Nacht in der Münchner Rudi-Sedlmayer-Halle am 9. Dezember 1982

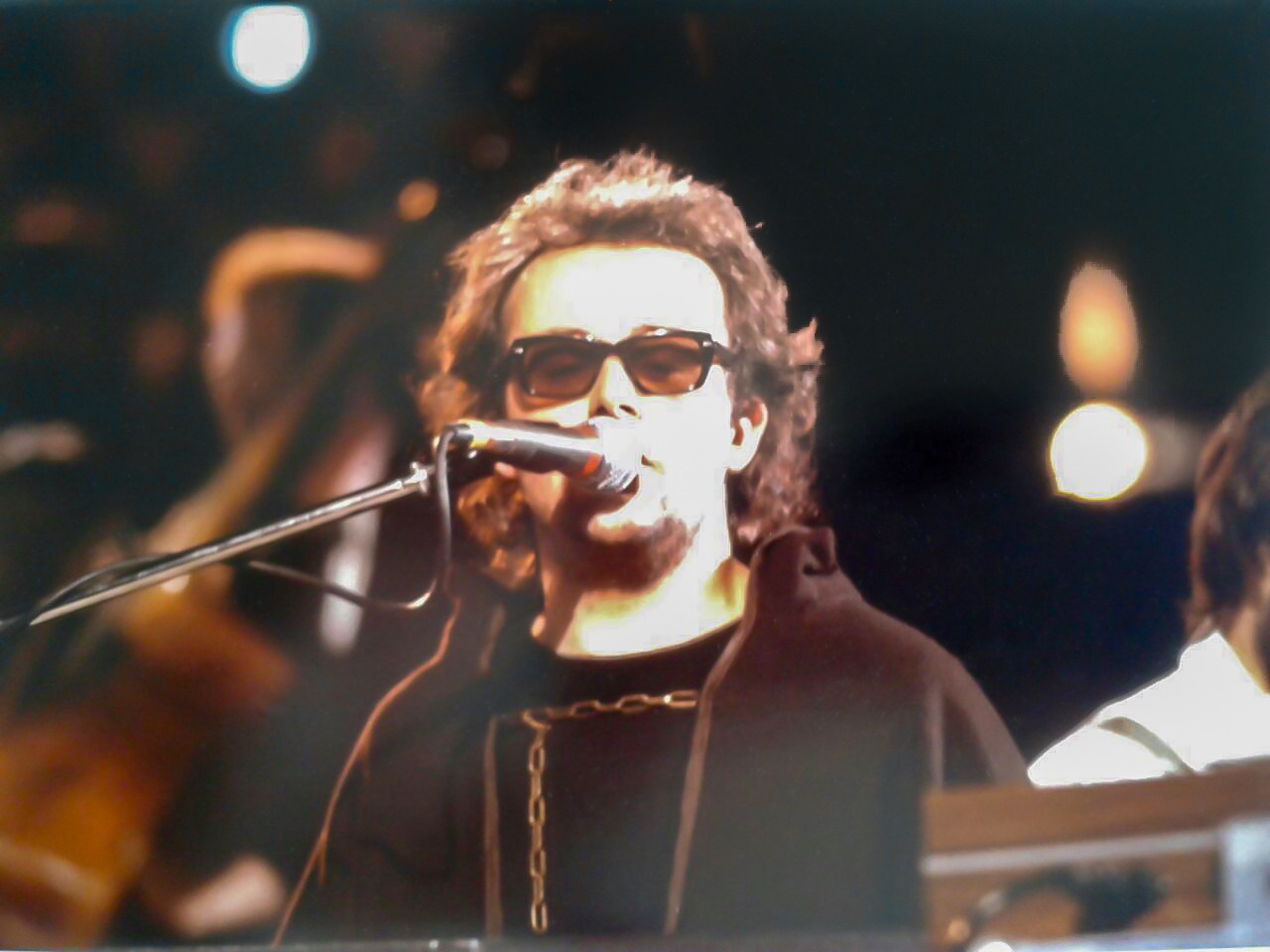
Hermann Weindorf live mit Zara-Thustra am 9. Dezember 1982

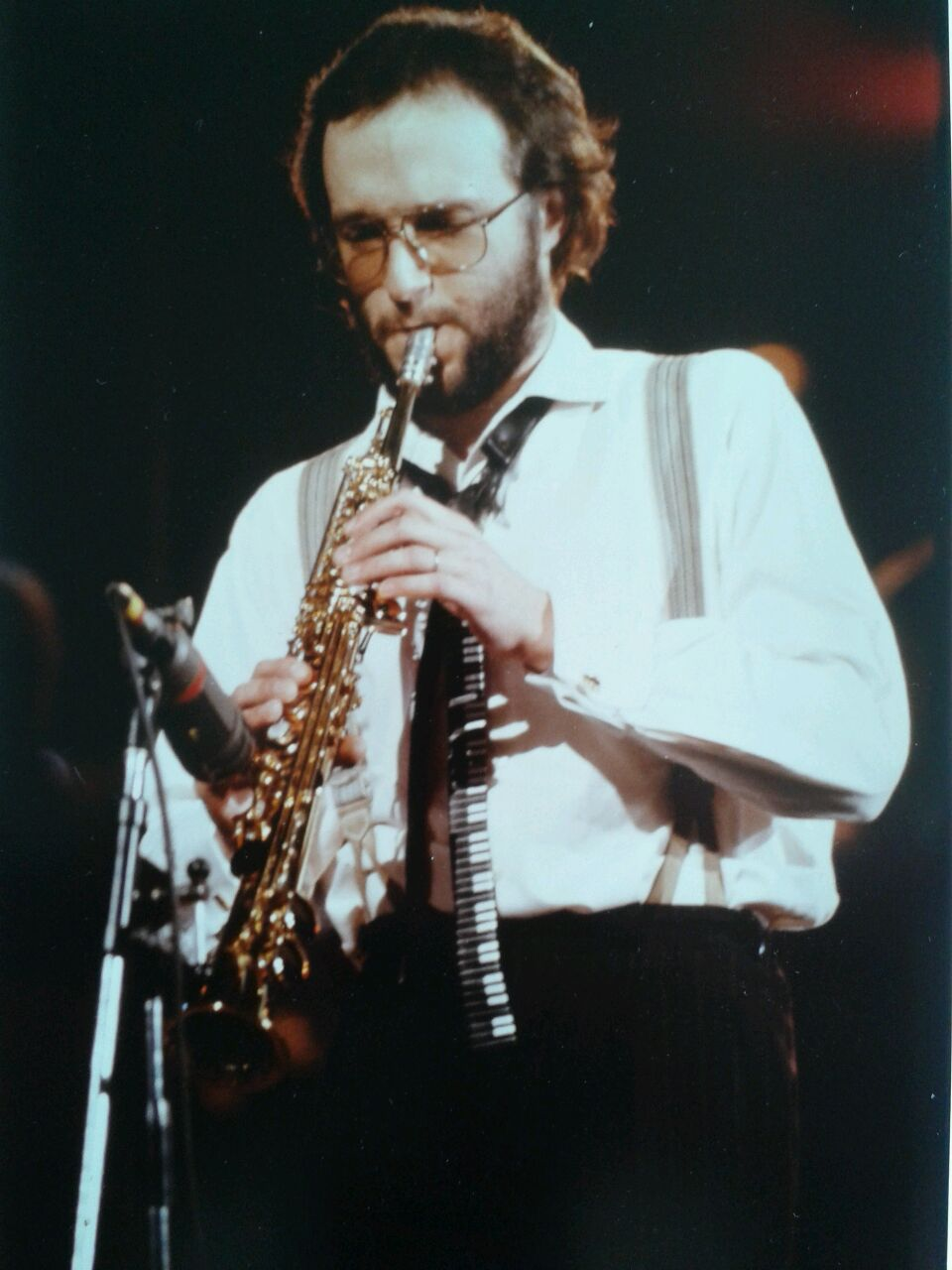
Berthold Weindorf live mit Zara-Thustra am 9. Dezember 1982

Die Idee zu Zara-Thustra beruhte auf der, auch von den Weindorf-Brüdern gegründeten, Formation namens Horizont, die es sich zur Aufgabe gemacht hatte, märchenhafte Bilder, Geschichten und Visionen in Musik umzusetzen und zu vertonen. Horizont könnte man als Vorläufer von Zara-Thustra betrachten und existierte von 1975 bis 1978. Von dieser Gruppe gibt es keine Tonträger, es fanden nur Live-Auftritte statt. Die einzige Produktion im Studio war die Vertonung eines Märchens von Fred Weyrich als Textautor mit dem Namen „Traumulus“.
Insofern war Zara-Thustra die logische Fortführung dieser Formation, jedoch mit mehr Gewicht auf sinfonischen Elementen. Bevor es allerdings zur Gründung von Zara-Thustra kam, unternahmen die Weindorf-Brüder Hermann, Berthold und Clemens noch einen „Abstecher“ in die Musiksparte des Fusion Jazz mit der Gründung von Oktagon (1979–1982).
Wegen zu geringer Kommerzialität lösten die Weindorf-Brüder Oktagon auf und formierten sich noch im gleichen Jahr (1982) zu Zara-Thustra um. Der Bandname ist dem Werk „Also sprach Zarathustra“ von Richard Strauss entlehnt. Hermann Weindorf beschreibt die Namensgebung so:

„Der Name ist ein Tribut an Richard Strauß, an die Spätromantik, wo er durch Nietzsches Dichtung zum Symbol wurde. Zarathustra war ein Prophet, der nur positive Sachen gesagt hat. Und diese positive Einstellung haben auch wir zum Leben. Und der Name klingt gut.“

Nach Veröffentlichung des ersten Albums Eiskalt wurde Zara-Thustra durch einen TV-Live-Auftritt im Bayerischen Fernsehen bei Eberhard Schoeners Klassik-Rock-Nacht in der Münchner Rudi-Sedlmayer-Halle am 9. Dezember 1982 europaweit bekannt. Der davon erhoffte positive Effekt war trat allerdings lediglich in geringem Maße auf. Weitere TV-Auftritte gab es unter anderem in Joachim Fuchsbergers Auf Los geht’s los (12. März 1983), in der Tele-illustrierten (1. Februar 1984), Alfred Bioleks Show Bühne (7. März 1984), Rudi Carrells Die verflixte 7 (12. Oktober 1985) oder Jürgen von der Lippes So isses (12. Juni 1988).
Trotz dieser TV-Auftritte und Titeln mit Hitpotential verfehlte Zara-Thustra einen Einstieg in die offiziellen Hitparaden. Nach dem dritten Album Ritter der neuen Zeit von 1985 trat bis zur Veröffentlichung des vierten Albums Head Over Heels eine Pause von drei Jahren ein, das Projekt Zara-Thustra kam nicht wie erhofft voran. Aus diesem Grund entschied man, sich „breiter aufzustellen“ und bessere Vermarktungsmöglichkeiten zu suchen, da auch die Plattenfirma inzwischen mehr Internationalität forderte. Da man in den 1980er-Jahren allgemein der Meinung war, dass dies in deutscher Sprache nicht zu schaffen sei, entschied sich die Band, Pete Waterman, einen erfolgreichen Produzenten aus England, mit an Bord zu holen.
Der Titel Hannibal vom letzten Album Ritter der neuen Zeit wurde in englischer Sprache als Magic Nights neu aufgenommen und 1986 als Single unter dem ebenfalls neuen Bandnamen Zara veröffentlicht. Die Entscheidung, den Bandnamen zu ändern, hing auch damit zusammen, dass man sich mit der neuen Produktion verhältnismäßig stark von der Ursprungskonzeption entfernt hatte. Magic Nights, im Disco-Stil produziert, war überraschend erfolgreich, woraufhin ein ganzes Album mit englischen Texten aufgenommen und 1988 unter dem Titel Head Over Heels veröffentlicht wurde. Neben Hannibal wurden noch weitere Stücke der Vorgänger-Alben auf Englisch neu aufgenommen. Der gewünschte Erfolg stellte sich aber auch damit nicht ein.
Bis Ende 1989 wurden noch drei weitere Singles aus dem Album ausgekoppelt, auch diese verfehlten jedoch die Singlecharts. In den nächsten fünf Jahren wurden noch verschiedene neue Stücke aufgenommen, die aber nie veröffentlicht wurden. 1994 erschien noch die Single Gloria auf dem Markt, die die letzte neue Produktion von Zara-Thustra bzw. Zara war.
Die Einkünfte aus Plattenverkäufen und Auftritten konnten jedoch das finanzielle Überleben der Band nicht sicherstellen. Hierzu kam, dass keine gewinnbringenden Tourneen durchgeführt werden konnten, da der Aufwand hierfür zum damaligen Zeitpunkt zu hoch gewesen wäre.
2015 erschienen ein Best-Of-Album als CD sowie The Maxi Collection (Extended Versions) als Download-Album.

## Stil
Das musikalische Konzept von Zara-Thustra ist sowohl für die damaligen 1980er-Jahre als auch für heute als durchweg sehr ungewöhnlich zu beschreiben. Es war weder ein typischer NDW-Stil, noch eine Art Klassikrock bzw. Symphonic Rock oder Third Stream, wenngleich Zara-Thustra Elemente all dieser Richtungen verwendete.
Auch wenn dies der Klang der Musik nicht sofort vermuten lässt, ordnete Hermann Weindorf selbst, der „Mastermind“ hinter Zara-Thustra, den Stil seiner Musik dem Genre des Neo-Klassik zu, was sich bei der Betrachtung der harmonischen und melodischen Struktur der Stücke bestätigen lässt. Als Beispiel hierfür kann der Titel Psychopoly des gleichnamigen Albums verwendet werden. In diesem werden in der Strophe typisch romantische Harmonien wie Quartsextakkorde oder harmonische Sprünge, z. B. von e-Moll nach B-Dur mit Grundton F, verwendet. Dies war atypisch für die Popmusik der damaligen Zeit.

### Musik
„Ein großes, teutonisches Klangbild, das war die Vision.“

Die Bandbreite der musikalischen Ideen geht bei Zara-Thustra von NDW-angehauchten Stücken (Ausverkauf aus Eiskalt) über Anklänge an das spätromantische Kunstlied (Es fiel ein Traum vom Himmel aus Psychopoly) bis hin zu belcanto-ähnlichen Arien (Der große Plan aus Ritter der neuen Zeit).
Der Begleittext des Booklets zum Best-Of-Album fasst dies gut zusammen:

„Es war einmal der Gedanke, die Musik zu schaffen, welche – losgelöst von allen Schablonen – in eine musikalische Traumwelt entführen und Probleme der Zeit auf eine märchenhafte Weise vor Augen führen sollte. Der Gedanke wurde mit der Musik von Zara-Thustra realisiert, wobei sie ihren romantischen, märchenhaften Charakter den Einflüssen der Spätromantik verdankt. Dabei gelingt Zara-Thustra eine wohldosierte Synthese aus Neuzeitmusik und Rock.“

Die Grund-Philosophie von Zara-Thustra lautete, auf klassisches Gedankengut zurückgreifen, ohne dabei konservativ zu wirken. Aufgrund der musikalischen Ausbildung aller Weindorf-Brüder ist es nicht verwunderlich, dass sich die Musik Zara-Thustras an Richard Wagners chromatischen Melodieverläufen, Carl Maria von Webers Horninstrumentierung und typischen harmonischen Wendungen der Spätromantik orientiert. Dies wird in einen rockigen Rhythmuskontext gestellt und mit NDW-Anleihen klangfarblich an den Musikgeschmack der 1980er-Jahre angepasst. Insbesondere zieht sich die kompositorische Handschrift Hermann Weindorfs, der für fast alle Titel als Komponist verantwortlich zeichnet, wie ein roter Faden durch sämtliche Alben.

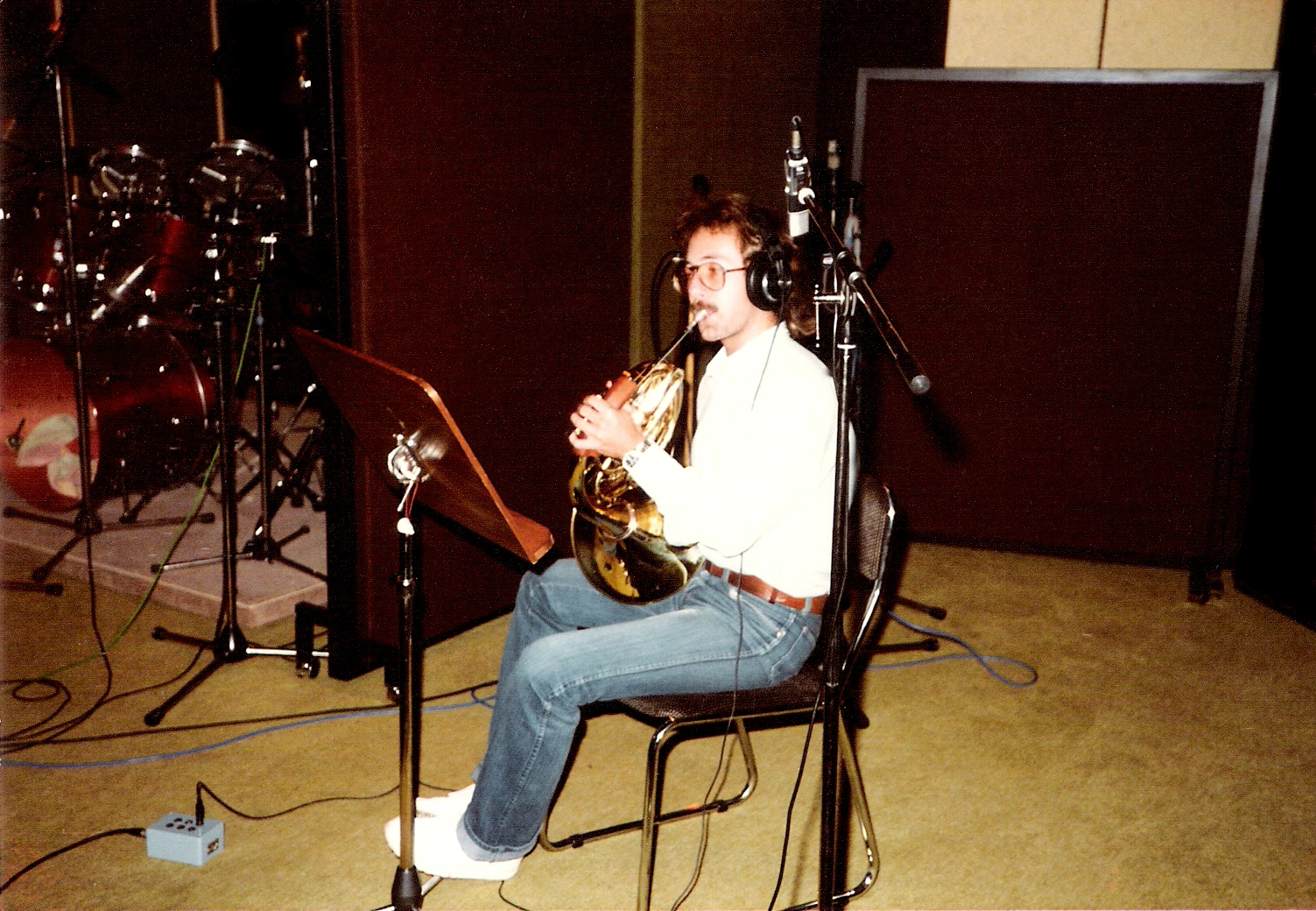
Clemens Weindorf bei Aufnahmen zum Album Eiskalt 1982

Eine Besonderheit der Musik Zara-Thustras ist zudem, dass auf den Einsatz von E- und Bassgitarren verzichtet wird, nicht jedoch auf einen Kontra- oder Synthesizer-Bass. Berthold Weindorf sagt dazu:

„Das Tiefenspektrum in unserem Klangbild war uns durchaus wichtig. Das Spektrum, das sonst die Gitarre abdeckt, wollten wir durch Keyboards erreichen.“

Daher kommt bei Zara-Thustra eine große Anzahl an Tasteninstrumenten zur Anwendung, die letztendlich den opulenten, orchestralen Sound ausmachen.
Entstanden sind alle Stücke direkt im Tonstudio. Eine Vorbereitung oder Ausarbeitung des Ideenmaterials im Übungsraum, wie bei vielen anderen Bands üblich, gab es nicht. Die Aufnahmen entwickelten sich zunächst durch ein Sequenzer-Layout als Basis, teilweise auch mit einem Drum-Computer. Dann wurden Bass, Flächen, Piano und Orchester-Elemente live eingespielt, abschließend Soloinstrumente, Chor und Gesang. Ein typisches Beispiel für diese Aufnahmetechnik ist beispielsweise das Stück Jubilate aus dem Album Eiskalt. In diesem Stück ist am Ende ein Solo zu hören, das nach einer E-Gitarre klingt, jedoch tatsächlich von einem Synthesizer gespielt wurde.

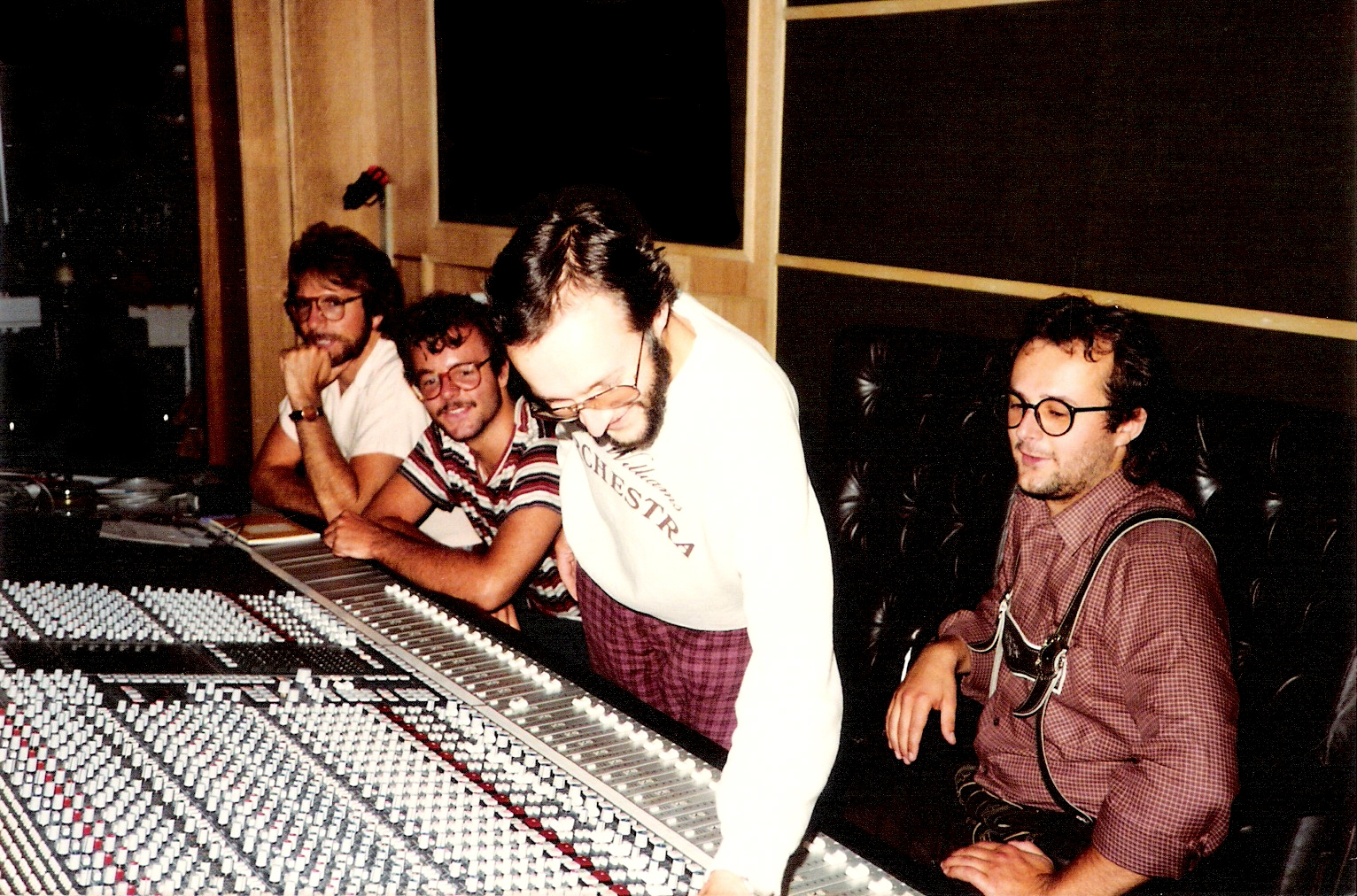
Zara-Thustra im Studio beim Abmischen des Albums Eiskalt 1982

Einer der Haupt-Synthesizer von Hermann Weindorf war der PPG Wave 2. Auch zur Unterstützung und Dopplung des Horns, gespielt von seinem Bruder Clemens, wurde der PPG verwendet. Die Flächenklänge wurden mit einem Prophet 5 realisiert, die Bässe mit einem Arp Odyssey bzw. mit einem Roland Juno 60, der auch wegen seiner außergewöhnlichen Stereo-Effekte zum Tragen kam. Mit einem Oberheim OB-4 Synthesizer wurden fast alle Streichinstrumente eingespielt. Um einem Verlust des natürlichen Klangs vorzubeugen, wurde von Hermann Weindorf viel Klavier zu den zahlreichen Synthesizern aufgenommen.
Von Anfang an stand der Band bei allen Produktionen Werner Rygol als Executive Producer zur Seite, der 1980 mit dem Bau eines neuen Aufnahmestudios in München begann, das Ende 1981 in Betrieb genommen wurde. In diesen neuen Weryton Studios sollten zukünftig auch alle Alben von Zara-Thustra entstehen. Werner Rygol und die Mitglieder von Zara-Thustra wurden im Laufe der Jahre zu einer festen Einheit, sodass nicht nur die Werke der Band in diesem Studio aufgenommen wurden, sondern auch zahlreiche weitere nationale und internationale Produktionen, auch unter der Regie der Weindorf-Brüder.
2004 übergab Werner Rygol das Studio komplett in die Hände von Hermann und Berthold Weindorf.
2018 erschien eine Synthiepop-Version von Eiskalt, aufgenommen von Alex Braun (!distain).

### Texte
Im Wesentlichen greift Hermann Weindorf, der auch für die meisten Texte verantwortlich ist, auf die Lyrik des Romantizismus zurück. Diese sind inhaltlich engagiert und wollen die Ängste und Sehnsüchte der Menschen beschreiben, untermalt von einer großen Melancholie. In Verbindung mit den opulenten Klangbildern ergibt dies eine perfekte Symbiose.
Thematisch erinnern die Texte sehr an Märchen, aber inhaltlich werden viele aktuelle Themen der damaligen Zeit aufgegriffen. Vieles von dem, was in den Stücken gesungen wird, ist in gewisser Art doppeldeutig, was sich allerdings nicht unbedingt beim ersten Hören erschließt. Es wird viel mit abstrakten Bildern gearbeitet, die nicht immer auf Anhieb gleich zugänglich sind.

## Diskografie

### Alben
- 1982: Eiskalt
- 1983: Psychopoly
- 1985: Ritter der neuen Zeit
- 1988: Head over Heels (veröffentlicht unter dem Bandnamen Zara)
- 2015: The Maxi Collection (Extended Versions)
- 2015: Best Of

### Kompilationen
- 2005: Hitachi EuroBeat Collection
- 2008: I Love Disco 80's Vol. 5
- 2013: Eurodisco Volume 3

### Singles
- 1982: Eiskalt / Erntezeit
- 1983: Chemiegen / Alpenglühn
- 1984: Dornröschen / Halali
- 1985: Hannibal / Herz aus Stein
- 1986: Magic Nights / Once in the Night
- 1986: Magic Nights / Once in the Night (als Maxi-Single)

### Weitere Veröffentlichungen unter dem BandnamenZara
- 1987: Head over Heels / Sleeping Beauty
- 1987: Head over Heels / Sleeping Beauty (als Maxi-Single)
- 1988: Little Lilly / Sunshine, Moon & Stars
- 1988: Little Lilly / Sunshine, Moon & Stars (als Maxi-Single)
- 1989: Pirates of Love / Open Arms
- 1989: Pirates of Love / Open Arms (als Maxi-Single)
- 1996: Gloria / Panta Rhei